# Chœur Mendelssohn de Toronto

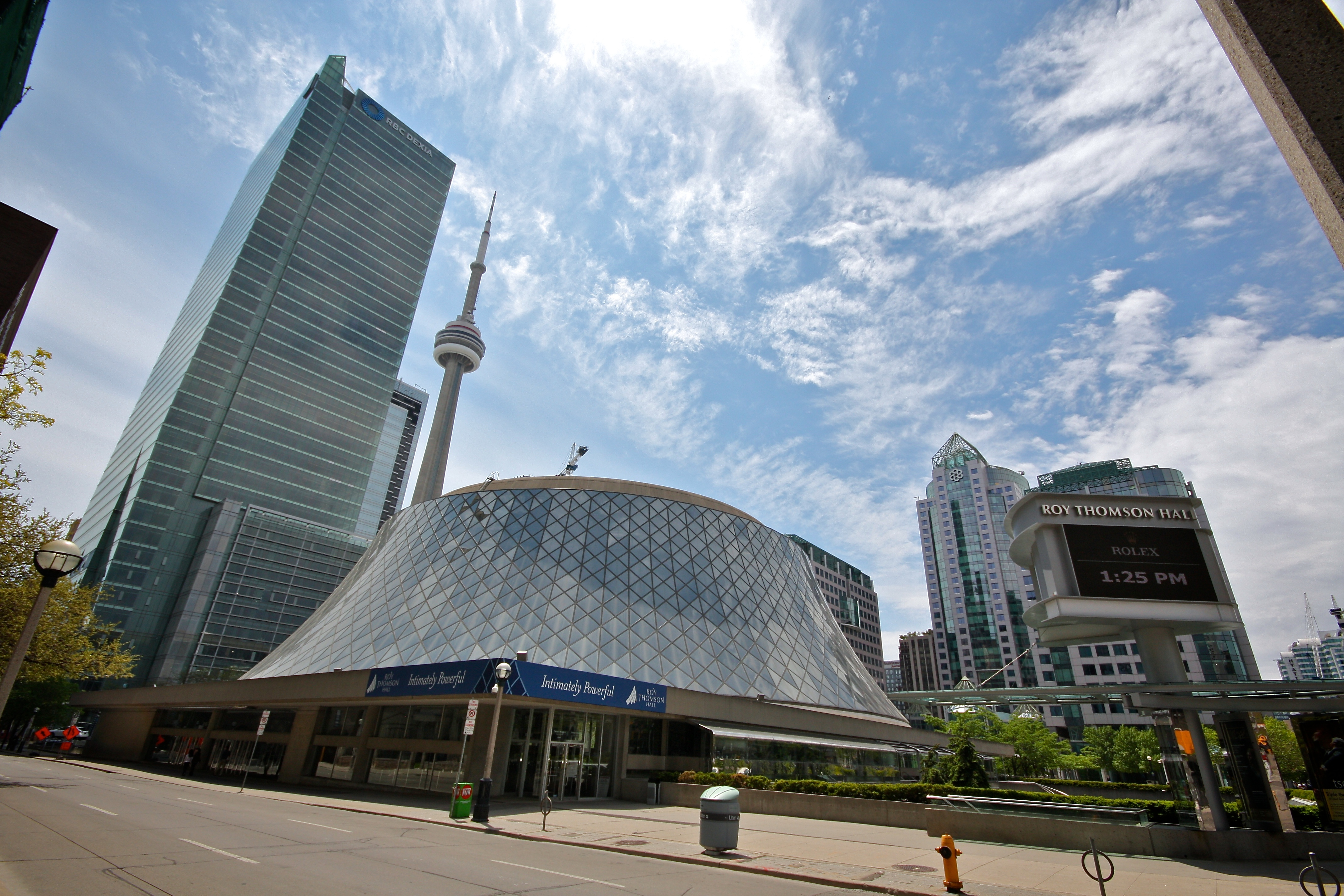
Roy Thomson Hall - Salle de concert

Le chœur Mendelssohn de Toronto, ou Toronto Mendelssohn Choir en anglais, est un chœur non professionnel canadien basé à Toronto, en Ontario. Fondé en 1894 par Dr. Augustus S. Vogt et W. H. Hewlett pour chanter des œuvres a cappella, il est aujourd'hui le plus ancien ensemble vocal non professionnel encore actif au Canada,. Son nom fait référence au compositeur et chef d'orchestre allemand Felix Mendelssohn.